# Охтеур'є
Охтеу́р'є (рос. Охтеурье) — село у складі Нижньовартовського району Ханти-Мансійського автономного округу Тюменської області, Росія. Входить до складу Ваховського сільського поселення.
Населення — 637 осіб (2010, 651 у 2002).
Національний склад станом на 2002 рік: росіяни — 59 %.